# CSX Transportation
El Ferrocarril Chessie System Corporation o comúnmente conocido como CSX Transportation, es una empresa ferroviaria de carácter privado de Clase I en los Estados Unidos. Es la principal filial de la CSX Corporation y tiene su sede central en Jacksonville, Florida. Tiene una red comprendida en unos 21 mil millas de vías férreas (34.000 km). La CSX es uno de las tres empresas de Clase I que operan en la Costa Este, los otros dos son el Norfolk Southern y la Canadian Pacific Railway. También opera en las provincias canadienses de Ontario y Quebec. Tanto la CSX como la Norfolk Southern Railway tienen un monopolio en conjunto sobre todo el tráfico este-oeste del transporte ferroviario al este del río Misisipi. A partir del 1 de octubre de 2014, el valor total de acciones públicas de la CSX fue superior a los $ 32 mil millones.

## Historia
El origen de la CSX se remonta el 1 de julio de 1986, mediante la unificación de la Chessie System y la Seaboard System Railroad. Originalmente la Seaboard System Railroad fue producto de la unificación entre la Seaboard Air Line y la Atlantic Coast Line en el año 1967 que posteriormente junto con la Louisville & Nashville formaron a la Seaboard System. La Seaboard System combinó también la fusión de la Clinchfield Railroad, Atlanta & West Point, la Monon Rail y la Georgia Railroad. También dentro de la CSX estaban las compañías Chesapeake & Ohio, el Baltimore & Ohio y la Western Maryland Railroad.
El 23 de junio de 1997, la CSX y la Norfolk Southern, presentaron una solicitud a la Junta de Transporte de Tierra para obtener la autorización para comprar, dividir y operar los activos de la Conrrail Quality comprendido en 18.000 km de vías que fue fundada en el año 1976 producto de la quiebra y la bancarrota financiera de varias empresas ferroviarias privadas y dicha red fueron operados bajo la órbita estatal. El 6 de junio de 1988, el STB aprobó la solicitud de la CSX-NS y fijó para el 22 de agosto de 1998, como fecha efectiva para la decisión correspondiente. La CSX adquirió el 42 % de los activos de la Conrail y la Norfolk Southern el 58 % restante. Como resultado de la transacción, las operaciones ferroviarias de la CSX se expandieron hasta incorporar unos 3.800 millas de vías (unos 6.100 km) proveniente de la Conrail (predominantemente líneas que habían pertenecido al desaparecido New York Central Railroad). La CSX comenzó a operar sus trenes en su sector adquirida por la Conrail el 1 de junio de 1999. A raíz de esta compra la CSX comenzó a prestar servicio hacia el este de los Estados Unidos comunicando con algunas ciudades canadienses cercanas.
El nombre de la CSX fue el resultado de la fusión entre la Chessie System y la Seadoard System Railroad, comúnmente denominado Chessie y Seaboard. Los presidentes de ambas empresas declararon que era importante que el nuevo nombre no incluyera ninguno de esos nombres porque era una sociedad. Se pidió a los empleados sugerencias, la mayoría de las cuales consistían en combinaciones de las iniciales. Al mismo tiempo, se necesitaba una abreviatura temporal para las discusiones con la Comisión Interestatal de Comercio. CSC fue elegido pero perteneció a una compañía de camiones en Virginia. CSM (Chessie-Seaboard Merger) también fue tomada. Los abogados decidieron usar CSX, y el nombre fue elegido al final. En el anuncio público, se dijo que la "CSX era el nombre adecuado", C significa Chessie, S para Seaboard, y X no tiene nombre alguno.Sin embargo el 9 de agosto de 2016 un artículo en el sitio web de Railway Age declaró que la letra X fue para completar las siglas. 
En el año 2014 la Canadian Pacific Railway tuvo un acercamiento hacia la CSX para ofrecerle la fusión de las dos empresas, pero la CSX declinó. Sin embargo en el año 2015 también la Canadian Pacific hizo un nuevo intento de fusión pero esta vez era con la Norfolk Southern Railroad.

## Líneas de la CSX
La empresa CSX opera dos regiones de cinco divisiones cada una: la norteña, con sede en Calumet City, Illinois; y el sur, con sede en Jacksonville, Florida.

### Región norteña
- División de Grandes Lagos, con sede en Indianápolis, Indiana

- División de Chicago, con sede en Calumet City, Illinois
- División Albany, con sede en Selkirk, Nueva York
- División de Baltimore, con sede en Baltimore, Maryland
- División de Louisville, con sede en Cincinnati, Ohio
- Una línea en la Región Norte viaja a Canadá:
- Subdivisión de Montreal (División de Albany) de Massena, Nueva York, a Beauharnois, Quebec

La región norte está comprendido en cinco divisiones que a su vez detallaremos con sus subdivisiones correspondientes. Actualmente en construcción.

#### División Albany
La división Albany comprende un total de 30 subdivisiones.
- Subdivisión Baldwinsville: Es una línea ferroviaria en el Estado de Nueva York. Se extiende desde Syracuse hasta el noroeste de Oswego, teniendo conexión luego con ls Subdivisión Fair Grounds. Esta línea fue propiedad original de la New York Central Railroad, luego pasó a manos de la Conrail Quality, hasta que finalmente la CSX se hizo cargo de la línea en el año 1999. Características de la línea.
  1. Frecuencia de operación: 161.0700 mhz.
  2. Controlado por ND Dispatcher.
  3. Longitud total de 20.2 millas (32.32 km).
  4. No tienen detectores de defectos.
  5. Vías fuera de servicio entre QCB21.4 and QCB34.7.
  6. Esta subdivisión está gobernado por el sistema Track Warrant Control (Orden de Control de vías).
  7. Inicio de línea en la milla QCB1.9 (km 3,04).
  8. Stiles (NY) - Milla QCB4.8 (km 7,68).
  9. Seneca River Bridge - Milla QCB7.6 (km 12,16).
  10. Control Point WINS - Milla QCB8.5 (km 13,6).
  11. Baldwinsville, NY - Milla QCB9.2 (km 14,72).
  12. Radisson (NY) Yard - Milla QCB10.5 (km 16,8).
  13. Control Point RADIS - Milla QCB11.0 (km 17,6).
  14. Fulton, NY - Milla QCB21.0 (km 33,6).
  15. Fulton Runaround Track - Millat QCB21.2 (km 33,92).
  16. Control Point HAWK - Milla QCB22.1 (km 35,36).
  17. Control Point OSWEGO - Milla QCB30.0 (km 48).
  18. Oswego Tank Farm - Milla QCB33.4 (km 53,44).
  19. Fin de la Línea - Milla QCB34.7 (km 55,52).

- Subdivisión Belt:   Es una línea ferroviaria ubicada en el Estado de Nueva York. La línea está ubicada en Buffalo, conectando la Subdivisión Terminal de Buffalo con la subdivisión de Niágara a lo largo de una línea antigua de la New York Central Railroad.  La línea se abrió en 1871 como la Juction Railroad (El Ferrocarril de Empalme). Luego fue parte de la New York Central Railroad, Penn Central Railroad y pasando luego como parte de la Conrail Quality a partir del año 1976. Finalmente tras la disolución de la Conrail Quality, forma parte de la CSX desde el año 1999.  Características de la línea.

1. Frecuencia de operación: 160.8000 mhz.
2. Controlado por NG Dispatcher.
3. Longitud total de 7.2 millas (11.52 km).
4. Tiene dos detectores de defectos.
5. Doble vía en su recorrido.
6. Esta subdivisión está gobernado por el sistema Automatic Block Signalling (Señalización de Bloqueo Automático), con la excepción de que los puntos de control se rigen por el sistema Control Point Signals (Señalización de Puntos de Control).
7. Inicio de la línea Subdivisión Belt. Fin de la línea Subdivisión Terminal de Buffalo.
8. Inicio de línea en la milla QC437.2/QDB0.0 (km 3,04).
9. Patio Frontier (Buffalo, NY) Detector de vagones altos- Milla QDB0.1 (KNNL266) (42.887564/-78.832025) (km 0,16).
10. Control Point  T - Milla QDB0.7 (km 1,12).
11. Patio Frontier (Buffalo, NY).
12. Control Point SYCAMORE - Milepost QDB1.2 (km 1,92).
13. Box Avenue - Milepost QDB2.0 (km 3,2).
14. Colvin Avenue (Buffalo, NY) Detector de defectos- Milla QDB5.0 (KNNL266) (42.943855/-78.856552) (km 8).
15. Elmwood Avenue - Milepost QDB5.8 (km 9,28).
16. Control Point  I - Milepost QDB6.9 (km 11,04).
17. Control Point  7 - Milepost QDB7.2 (Wye to the CSX Niagara Sub) (km 11,52).
18. Control Point 8 - Milepost QDB7.2 (Wye to CN Black Rock Sub) (km 11,52).
19. Fin de la subdivisión Belt/Comienzo de la subdivisión Niagara.

- Subdivisión Berkshire: Es una línea ferroviaria que discurre por los Estados de Massachusetts y Nueva York. La línea funciona de cerca de Springfield, Massachusetts al oeste de Schodack, Nueva York (cerca de Albany) a lo largo de una línea original de la New York Central Railroad. El inicio de la línea se encuentra en Wilbraham, al este de Springfield, en el extremo oeste de la subdivisión Boston. Su extremo oeste está en el extremo este del puente conmemorativo de Alfred H. Smith, en un empalme con la subdivisión de Castleton y la subdivisión de Schodack. A lo largo del recorrido, la línea recorre el ramal Post Road, perteneciente a Amtrak (sobre la cual CSX tiene derechos de paso) en Schodack.  El tren de pasajeros Lake Shore Limited de Amtrak opera sobre la subdivisión de Berkshire al este del empalme con el ramal Post Road.  La Western Railroad se abrió al este de Springfield en 1839, y de Springfield en dirección oeste hacia el estado de Nueva York en 1841. En 1842, la porción de la línea de Boston-Albany en Nueva York fue terminada por el Albany and West Stockbridge Railroad. El ferrocarril que conectaba del Río Hudson abrió la sección de la subdivisión actual de Berkshire al oeste del emalme del ramal Post Road 1924. La línea se convirtió en parte del Boston and AlbanyRailroad , luego a la New York Central Railroad, más tarde a Conrail Quality a partir del año 1976. En el año 1999, luego de la disolución de la Conrail Quality, pasó a manos de la CSX quién la explota actualmente.

1. Frecuencia de operación: 160.8000 mhz.
2. Controlado por NB Dispatcher.
3. Longitud total de 99.8 millas.
4. Vía simple desde CP-109 to CP-123 y luego desde CP-150 a la Subdivisión Castleton.
5. Vía doble desde CP-92 to CP-109 y luego desde CP-123 to CP-150.
6. Posee 9 detectores de defecto.
7. Toda la subdivisión está gobernada por el sistema Automatic Block Signals (Señal de Bloqueo Automático) con la excepción del Punto de Control que se encuentra gobernada por el sistema Control Point Signals (Señal de Punto de Control).
8. Todas las señalizaciones se encuentran equipadas con el sistema Cab Signal System (Sistemas de Señales de Cabina).
9. Begin of CSX Berkshire Sub/End of CSX Boston Sub
10. Control Point 92 - Milla QB92.0
11. Control Point 96 - Milla QB96.1
12. Control Point 97 - Milla QB98.1
13. Springfield, MA Estación de pasajeros - Milla QB98.4
14. Control Point 98 - Milla QB98.6
15. Puente del Río Connecticut - Milla QB98.8
16. Control Point 99 - Milla QB99.1
17. West Springfield, MA Yard - Milla QB100.0
18. Control Point 100 - Milla QB100.5
19. West Springfield, MA Detector de defectos - Milla QB103.6 (WNYE303) (42.102588/-72.677879)
20. Control Point 105 - Milla QB105.0
21. Springdale (MA) apartadero norte - Milla QB107.1
22. Westfield, MA 3,000 al pie del apartadero sur - Milla QB107.8
23. Connection w/Pioneer Valley RR - Milla QB108.1
24. Control Point 109 - Milepost QB109.6
25. Russell, MA Detector de defectos - Milla QB115.4 (WNYE303) (42.193859/-72.848367)
26. Huntington, MA cuadrilla de vías y obras - Milla QB119.2
27. Control Point 123 - Milla QB123.1
28. Chester, MA cuadrilla de vías y obras - Milla QB126.1
29. Becket (MA) Detector de defectos - Milla QB135.0 (WNYE303) (42.345637/-73.088923)
30. Washington Summit (Hinsdale, MA) - Milla QB138.7
31. Control Point 140 - Milepost QB140.1
32. Dalton, MA Defect Detector - Milepost QB145.9 (WNYE303) (42.468482/-73.175118)
33. Control Point 147 - Milla QB147.8
34. Pittsfield, MA Patio Oeste - Milla QB148.3
35. 2nd St. (Pittsfield, MA) - Milla QB149.8
36. Pittsfield, MA Estación de pasajeros - Milla QB150.5
37. Control Point 150 - Milla QB150.6
38. West Pittsfield, MA Detector de defectos- Milla QB155.5 (WNYE303) (42.414541/-73.333543)
39. Massachusetts/New York línea estatal - Milla QB162.0
40. State Line Tunnel - Milla QB164.8
41. Canaan, NY Detector de defectos - Milla QB170.5 (WNYE303) (42.417860/-73.513009)
42. Control Point 171 - Milla QB171.8
43. Chatham Village, NY Defect Detector - Milla QB176.4 (KNNS595) (42.372131/-73.590227)
44. Control Point 176 - Milla QB176.6
45. Chatham, NY Detector de defectos - Milla QB178.5 (KNNS595) (42.372387/-73.611380)
46. Control Point 187 - Milla QB187.4 (Empalme con el ramal w/CSX Post Road)
47. Post Rd. (Schodack Landing, NY) Detector de defectos - Milla QB187.6 (KNNS595) (42.475502/-73.690152)
48. Control Point SM - Milla QB191.8
49. Fin de la Subdivisión Berkshire/Comienzo de la Subdivisión Castleton.

### Región del sur
- División de Atlanta, con sede en Atlanta, Georgia
- División de Nashville, con sede en Nashville, Tennessee
- División Florence, con sede en Florence, Carolina del Sur
- División Jacksonville, con sede en Jacksonville, Florida (en Dufford Center)

## Servicios ferroviarios
La empresa opera los servicios ferroviarios denominados Tren del Jugo (Juice Train). Los servicios ferroviarios de los trenes del jugo son el Q823, Q740, Q741, Q743 y Q745, consistentes en vagones que transportan los jugos frescos de naranja de Tropicana entre las ciudades de Bradenton, Florida y la sección Greenville de Jersey City, Nueva Jersey. Los trenes de jugos también se dirigen desde Bradenton a Fort Pierce, Florida, a través de la Florida East Coast Railway. Entrado el Siglo XXI, el tren del jugo ha sido estudiado dando como resultado un modelo de transporte ferroviario eficiente que puede competir con los camiones y otros modos de transporte en el ámbito del comercio de bienes perecederos.
También transporta bebidas como Coca-Cola que operan entre Pittsburgh y Chicago. En el ámbito de la manufactura para el cinturón industrial transporte carbón de coque para diferentes industrias, principalmente para la alimentación de hornos a las acerías.
La CSX opera también los denominados trenes de basura con denominación Q702 y Q703 desde el Bronx hasta Filadelfia (por vía Selkirk Yard) y luego a Peterburg, Virginia, donde realiza el intercambio de vía con el ferrocarril Norfolk Southern Railroad. Estos trenes consisten en vagones planos cargado con cuatro contenedores de basura en cada vagón. Otro par de trenes, los Q710 y Q711, se originan en Kearny, Nueva Jersey, y luego terminan en Russell, Kentucky.
Otros trenes de basura son los servicios locales denominados D765, que corre entre las ciudades de Maryland, Derwood y Dickerson. El tren funciona diariamente excepto los días domingos. En los días festivos a veces corre dos veces al día. La basura se transporta desde la estación de transferencia de Shady Grove del condado de Montgomery hacia una planta de residuos de energía ubicada en la terminal de PEPCO en la estación de Dickerson en Mirant. El viaje es de aproximadamente unas 17 millas (27 km.), y el tren se compone de vagones fabricados por la National Steel Car Company, remolcando los contenedores de 40 ies (12 m). El primer equipo NEMX fue construido cuando el tren D765 comenzó a circular en el año 1995. En los últimos años, la flota ha sido mejorada, repintada y se han construido nuevos vagones. En los primeros días de servicio, las locomotoras que remolcaban los trenes eran de los modelos GP40-2 / RDMT, pero actualmente estos trenes tienen una composición superior a los 47 vagones. Las locomotoras que ahora mueven dichos trenes rutinariamente son los modelos SD50 de EMD.
Realizando un trabajo en conjunto con el ferrocarril Union Pacific, la CSX opera un tren perecedero de largo recorrido, el Q090. Este servicio ferroviario de carga es conocido como el tren de la manzana o "Apple Train". Este tren va desde Wallula, Washington, hasta Schenectady, Nueva York. Este tren funciona típicamente con tres de las más modernas locomotoras que tiene la Union Pacific y tiene los derechos de paso desde Wallula hasta Schenectady, en el patio de maniobras de Cleveland-Collinwood de la CSX en ambos sentidos. Elviaje de vuelta, el servicio se lo titula como el tren Q091. La CSX modificó en su momento su reglamento de manejo de los trenes para permitir de esa manera, que este tren utilice más ejes de potencia en las locomotoras. A principios del año 2012, el "Apple Train" descarriló unas millas al noroeste de Greenwich, Ohio. En el descarrilo no hubo lesionados.

## Locomotoras
La CSX emplea actualmente un esquema de colores de librea azul y amarilla para sus locomotoras. Más de 1.000 locomotoras de la CSX se pintan en el esquema de YN3, que debutó en el año 2002 con la locomotora N.º 8503, una EMD SD50 que luego se la reformó pasando a ser una SD50-2
La CSX ha creado recientemente un nuevo esquema de pintura, conocido como YN3b o más precisamente como la "Cost Cutter", que actualiza al esquema anterior la YN3 con el logotimo actual de la CSX. La primera unidad en ser pintada con el nuevo esquema fue una locomotora General Electric ES44AH N.º 950. Actualmente, las ES44AH de numeración 950-999, las 3000-3249 y las ET44AH 3250-2423 usan el esquema, junto con varias locomotoras más antiguas repintadas recientemente, la primera de las cuales fue una EMD SD70MAC N.º 4719, que fue repintado en los talleres de locomotoras de Huntington en septiembre de 2012. La CSX también ha obtenido algunos F40PH de EMD que fueron retirados de Amtrack para el servicio de trenes ejecutivo de la empresa.
Todas las locomotoras que pertenecieron a la Conrail Quality y que se encuentran actualmente en servicio, han sido redecoradas con el esquema de la CSX. Las locomotoras anteriores a la Conrail pueden ser reconocidas viendo las diferencias de fase en modelos y numeración del motor. Otros detalles a tener en cuenta son las siguientes: luces rojas, modelos de bocina de aire Laslie RS3L o RS5T (solo quedan algunas bocinas originales, ya que muchos fueron reemplazadas por las K5LA), la locomotora EMD SD40-2 tiene bogies Flexicoil tipo "C" y tienen sistemas de anticongelantes, luces de zanja montados debajo del anticongelante, faros sobre la cabina (la práctica actual de la CSX es del sistema de faros montados en nariz en todas las unidades de nariz ancha de la GE).
La gran mayoría de las locomotoras CSX tienen luces de zanja intermitentes.

### Flota de locomotoras
Actualmente esta es la flota de locomotoras diésel eléctrica, actualizada 23 de enero de 2017. Actualmente en construcción
| Modelo y marca                   | Numeración                                                               | N.º Serie                       | Año de construcción  | Notas |
| -------------------------------- | ------------------------------------------------------------------------ | ------------------------------- | -------------------- | --- |
| AC4400CW (GE)                    | 1-3                                                                      | 47581-47583                     | 6/1994               | actual CSX 9100-9102 |
| AC4400CW (GE)                    | 4-30                                                                     | 48031-48057                     | 10-11/1994           | N.º 4-14 actual CSX 9103-9113 |
| AC4400CW (GE)                    | 31-115                                                                   | 48384-48464                     | 1-4/95               | -- |
| AC4400CW (GE)                    | 116-225                                                                  | 48978-49060                     | 1-7/1996             | #151 chocado |
| AC4400CW (GE)                    | 226-280                                                                  | 49514-49568                     | 7-12/1996            | Varias locomotoras convertidas en CW44AH (Vea nota F) |
| AC4400CW (GE)                    | 281-301                                                                  | 50266-50286                     | 8-9/1997             | Varias locomotoras convertidas en CW44AH (Vea nota F) |
| AC4400CW (GE)                    | 302-341                                                                  | 50520-50559                     | 2-4/1998             | Varias locomotoras convertidas en CW44AH (Vea nota F); #320 retirada |
| AC4400CW (GE)                    | 367-421                                                                  | 51384-51438                     | 11-12/1998, 8-9/1999 | Varias locomotoras convertidas en CW44AH (Vea nota F); #391 nombrada "Spirit of Dante" |
| AC4400CW (GE)                    | 422-496                                                                  | 52703-52777                     | 7-9/2000             | N.º 471 chocada, reparada y repintada a YN3 |
| AC4400CW (GE)                    | 497-546                                                                  | 53166-53215                     | 4-9/2001             | Vea nota F; N.º 517 chocado |
| AC4400CW (GE)                    | 547-556                                                                  | 53671-53680                     | 3/2002               | Vea nota F |
| AC4400CW (GE)                    | 557-599                                                                  | 53682-53724                     | 6-8/2002             | Vea nota F |
| AC4400CW (GE)                    | 600-602                                                                  | 48975-48977                     | 12/95                | Unidades de preproducción con planta de potencia de 4400 HP; N.º 601 es "Spirit of Waycoss" y N.º 602 es "Spirit of Maryland"                                                              |
| AC6000CW (GE)                    | 603-636                                                                  | 51270-51303                     | 10/98-3/99           | Potenciado con motor GEVO 16 cilindros 6000-hp |
| AC6000CW (GE)                    | 637-676                                                                  | 51304-43                        | 2-12/1999            | Clasificado por la CSX como CW44-6 |
| AC6000CW (GE)                    | 678-699                                                                  | 51345-66                        | 2-12/1999            | Clasificado por la CSX como CW44-6; N.º 699 nombrado "Diversity in Motion" |
| ES44AH (GE)                      | 700-799                                                                  | 58294-58393                     | 10-12/2007           | -- |
| ES44AH (GE)                      | 800-899                                                                  | 58485-58585                     | 1-5/2008             | -- |
| ES44AH (GE)                      | 900-949                                                                  | 59431-59480                     | 7-9/2008             | -- |
| ES44AH (GE)                      | 950                                                                      | 59523                           | 2008                 | -- |
| ES44AH (GE)                      | 952-999                                                                  | 59530-59577                     | 2011                 | -- |
| ES44AH (GE)                      | 998-999                                                                  | 60460-60461                     | 2011                 | -- |
| ES44AH (GE)                      | * * * * La CSX clasificó el grupo de locomotoras N.º 700-999 como CW44AH |                                 |                      | |
| 3GS21B-DE (NRE)                  | 1300-1301                                                                | 058-0121 & 22                   | --                   | -- |
| 3GS21B-DE (NRE)                  | 1302-1303                                                                | 058-0149 & 50                   | --                   | -- |
| 3GS21B-DE (NRE)                  | 1304                                                                     | 058-0184                        | --                   | -- |
| 3GS21B-DE (NRE)                  | 1305-1306                                                                | 058-0151 & 164                  | --                   | -- |
| 3GS21B-DE (NRE)                  | 1307                                                                     | 058-0182                        | --                   | -- |
| 3GS21B-DE (NRE)                  | 1308-1309                                                                | 058-0174 & 166                  | --                   | -- |
| 3GS21B-DE (NRE)                  | 1310-1313                                                                | 058-0169 & 178                  | --                   | -- |
| 3GS21B-DE (NRE)                  | 1312-1313                                                                | 058-0171 & 172                  | --                   | -- |
| 3GS21B-DE (NRE)                  | 1314-1316                                                                | --                              | --                   | -- |
| 2GS14B (NRE)                     | 1317-1320                                                                | --                              | --                   | -- |
| 3GS21B-DE (NRE)                  | 1321                                                                     | --                              | --                   | -- |
| 3GS21B-DE (NRE)                  | 1322, 1324                                                               | 058-0217 a 0219                 | 12/2011              | -- |
| 3GS21B-DE (NRE)                  | 1323, 1325                                                               | 058-0216 y 0219                 | 12/2011              | -- |
| 3GS21B-DE (NRE)                  | 1600-1603                                                                | --                              | --                   | Genset entregadas |
| SD33ECO / SD40E3 (Progress Rail) | 1700-1707                                                                | --                              | --                   | Vea nota J |
| SD33ECO / SD40E3 (Progress Rail) | 1707-1712                                                                | --                              | --                   | Vea nota J |
| GP38-3 (EMD)                     | 2000-2062                                                                | --                              | --                   | Vea nota A |
| Road Slug                        | 2200-2387                                                                | --                              | --                   | Vea nota B; Los slug se acoplan a las GP40-2 |
| SD40-2 (EMD)                     | 2411 & 2416-2419                                                         | 74708-4, 2, 17, 5 & 6           | 3/74                 | Ex-CSX 8168, 66, 80, 69 & 70, SBD 1264, 62, 77, 65 & 66 y L&N SD40-2 1264, 1262, 1277, 1265, 1266                                                                                          |
| SD40-2 (EMD)                     | 2412-2414                                                                | 74644-10, 1 & 16                | 10/74                | Ex-CSX 8191, 8182 & 8197, SBD 3563, 3554 & 3569 y L&N SD40-2 3563, 3554 & 3569 |
| SD40-2 (EMD)                     | 2415 & 2430                                                              | 74608-2 & 1                     | 3/74                 | Ex-CSX 8164 & 8163, 1260 & 1259 y L&N SD40-2 1260 & 1259 |
| SD40-2 (EMD)                     | 2420 & 2421                                                              | 30449 & 30450                   | 6/65                 | Convertido desde SD35; ex-CSX 4509 & 4510, 4509 & 4510 y L&N SD35 1217 & 1218 |
| SD40-2 (EMD)                     | 2422 & 2423                                                              | 7382-7 & 9                      | 11/72                | Chasis SD45-2; ex-CSX 8971 & 8973, SBD 8971 & 8973 y CRR SD45-2 3613 & 3615 |
| SD40-2 (EMD)                     | 2424                                                                     | 74644-9                         | 10/74                | Ex-CSX 8190, SBD 8190 y L&N SD40-2 3562 |
| SD40-2 (EMD)                     | 2425-29                                                                  | 74708-7, 15, 8, 14, 3, 10 & 16  | 3/74                 | Ex-CSX 8171, 8178, 8172, 8177 & 8167, SBD 1267, 1275, 1268, 1274 & 1263 y L&N SD40-2 1267, 1275, 1268, 1274 & 1263                                                                         |
| SD40-2 (EMD)                     | 2431-32                                                                  | 74708-11 & 16                   | 3/74                 | Ex-CSX 8174 & 8179, SBD 1271 & 1276 y L&N SD40-2 1271 & 1276 |
| SD40-2 (EMD)                     | 2433-2436 & 2441                                                         | 74644-6, 2, 12, 11 & 4          | 10/74                | Ex-CSX 8185, 8188, 8194-95, & 818, SBD 3559, 3555 & 3564-65 y L&N SD40-2 3559, 3555 & 3565-64                                                                                              |
| SD40-2 (EMD)                     | 2437-39 & 2442                                                           | 74708-1, 9, 12 & 13             | 3/74                 | Ex-CSX 8165, 8173, 8175 & 8176, SBD 1261, 1269, 1271, 1272 & 3557 y L&N SD40-2 1261, 1269, 1272-73 & 3557                                                                                  |
| SD38-2 (EMD)                     | 2443-2445                                                                | 74644-7, 13 & 14                | 10/74                | Ex-CSX 8188 & 8194-9, SBD 3560 & 3566-67 y L&N SD40-2 3560 & 3566-67 |
| SD38-2 (EMD)                     | 2450-2454                                                                | 74679-1 to 5                    | 1/75                 | ex-CSX 4500-4504, SBD 4500-4504 y L&N SD40-2 4500-4504 |
| SD38-2 (EMD)                     | 2461-2463                                                                | 36423, 25 & 29                  | 4/70                 | Ex-CSX 2461-2463, CR 6942, 44 & 48 y PC SD40 6942, 44 & 48 |
| SD50-2 (EMD)                     | 2474-2480                                                                | 837047-2, 4 to 6, 10, 12 & 19   | 11/83                | Ex-CSX 8499 & 8645-49 y CR 6701, 03-05, 09, 11 & 18 |
| SD50-2 (EMD)                     | 2481-2485                                                                | 837047-20, 21, 26, 27 & 29      | 12/83                | Ex-CSX 8650-54 y CR 6719-20, 25-6 & 28 |
| SD50-2 (EMD)                     | 2486-2490                                                                | 837047-32, 33, 37, 39 & 40      | 12/83                | Ex-CSX 8655-59 y CR 6731-2, 36, & 38-9 |
| SD50-2 (EMD)                     | 2491-95                                                                  | 837065-27, 28, 30, 34 & 35      | 6/84                 | Ex-CSX 8668-9, 71-2, & 74-6 y CR 6758-60, 63 & 64 |
| SD50-2 (EMD)                     | 2496-2499                                                                | 837065-40, 38, 29 & 12          | 6/84                 | Ex-CSX 8673-74, 70 & 76 y CR 6767-68, 6771 & 6779 |
| SD50-2 (EMD)                     | **Las series 2400 SD50-2 fueron bajados a 3000 hp.                       |                                 |                      | |
| 3GS21B-DE (NRE)                  | 1300-1301                                                                | 058-0121 & 22                   | --                   | -- |
| 3GS21B-DE (NRE)                  | 1302-1303                                                                | 058-0149 & 50                   | --                   | -- |
| 3GS21B-DE (NRE)                  | 1304                                                                     | 058-0184                        | --                   | -- |
| 3GS21B-DE (NRE)                  | 1305-1306                                                                | 058-0151 & 164                  | --                   | -- |
| 3GS21B-DE (NRE)                  | 1307                                                                     | 058-0182                        | --                   | -- |
| 3GS21B-DE (NRE)                  | 1308-1309                                                                | 058-0174 & 166                  | --                   | -- |
| 3GS21B-DE (NRE)                  | 1310-1313                                                                | 058-0169 & 178                  | --                   | -- |
| 3GS21B-DE (NRE)                  | 1312-1313                                                                | 058-0171 & 172                  | --                   | -- |
| 3GS21B-DE (NRE)                  | 1314-1316                                                                | --                              | --                   | -- |
| 2GS14B (NRE)                     | 1317-1320                                                                | --                              | --                   | -- |
| 3GS21B-DE (NRE)                  | 1321                                                                     | --                              | --                   | -- |
| 3GS21B-DE (NRE)                  | 1322, 1324                                                               | 058-0217 a 0219                 | 12/2011              | -- |
| 3GS21B-DE (NRE)                  | 1323, 1325                                                               | 058-0216 & 0219                 | 12/2011              | -- |
| 3GS21B-DE (NRE)                  | 1600-1603                                                                | --                              | --                   | Genset entregadas |
| SD33ECO / SD40E3 (Progress Rail) | 1700-1707                                                                | --                              | --                   | Vea nota J |
| SD33ECO / SD40E3 (Progress Rail) | 1707-1712                                                                | --                              | --                   | Vea nota J |
| GP38-3 (EMD)                     | 2000-2062                                                                | --                              | --                   | Vea nota A |
| Road Slug                        | 2200-2387                                                                | --                              | --                   | Vea nota B; Los slug se acoplan a las GP40-2 |
| SD40-2 (EMD)                     | 2411 & 2416-2419                                                         | 74708-4, 2, 17, 5 & 6           | 3/74                 | Ex-CSX 8168, 66, 80, 69 & 70, SBD 1264, 62, 77, 65 & 66 y L&N SD40-2 1264, 1262, 1277, 1265, 1266                                                                                          |
| SD40-2 (EMD)                     | 2412-2414                                                                | 74644-10, 1 & 16                | 10/74                | Ex-CSX 8191, 8182 & 8197, SBD 3563, 3554 & 3569 y L&N SD40-2 3563, 3554 & 3569 |
| SD40-2 (EMD)                     | 2415 & 2430                                                              | 74608-2 & 1                     | 3/74                 | Ex-CSX 8164 & 8163, 1260 & 1259 y L&N SD40-2 1260 & 1259 |
| SD40-2 (EMD)                     | 2420 & 2421                                                              | 30449 & 30450                   | 6/65                 | Convertido desde SD35; ex-CSX 4509 & 4510, 4509 & 4510 y L&N SD35 1217 & 1218 |
| SD40-2 (EMD)                     | 2422 & 2423                                                              | 7382-7 & 9                      | 11/72                | Chasis SD45-2; ex-CSX 8971 & 8973, SBD 8971 & 8973 y CRR SD45-2 3613 & 3615 |
| SD40-2 (EMD)                     | 2424                                                                     | 74644-9                         | 10/74                | Ex-CSX 8190, SBD 8190 y L&N SD40-2 3562 |
| SD40-2 (EMD)                     | 2425-29                                                                  | 74708-7, 15, 8, 14, 3, 10 & 16  | 3/74                 | Ex-CSX 8171, 8178, 8172, 8177 & 8167, SBD 1267, 1275, 1268, 1274 & 1263 y L&N SD40-2 1267, 1275, 1268, 1274 & 1263                                                                         |
| SD40-2 (EMD)                     | 2431-32                                                                  | 74708-11 & 16                   | 3/74                 | Ex-CSX 8174 & 8179, SBD 1271 & 1276 y L&N SD40-2 1271 & 1276 |
| SD40-2 (EMD)                     | 2433-2436 & 2441                                                         | 74644-6, 2, 12, 11 & 4          | 10/74                | Ex-CSX 8185, 8188, 8194-95, & 818, SBD 3559, 3555 & 3564-65 y L&N SD40-2 3559, 3555 & 3565-64                                                                                              |
| SD40-2 (EMD)                     | 2437-39 & 2442                                                           | 74708-1, 9, 12 & 13             | 3/74                 | Ex-CSX 8165, 8173, 8175 & 8176, SBD 1261, 1269, 1271, 1272 & 3557 y L&N SD40-2 1261, 1269, 1272-73 & 3557                                                                                  |
| SD38-2 (EMD)                     | 2443-2445                                                                | 74644-7, 13 & 14                | 10/74                | Ex-CSX 8188 & 8194-9, SBD 3560 & 3566-67 y L&N SD40-2 3560 & 3566-67 |
| SD38-2 (EMD)                     | 2450-2454                                                                | 74679-1 a 5                     | 1/75                 | ex-CSX 4500-4504, SBD 4500-4504 y L&N SD40-2 4500-4504 |
| SD38-2 (EMD)                     | 2461-2463                                                                | 36423, 25 & 29                  | 4/70                 | Ex-CSX 2461-2463, CR 6942, 44 & 48 y PC SD40 6942, 44 & 48 |
| SD50-2 (EMD)                     | 2474-2480                                                                | 837047-2, 4 a 6, 10, 12 & 19    | 11/83                | Ex-CSX 8499 & 8645-49 y CR 6701, 03-05, 09, 11 & 18 |
| SD50-2 (EMD)                     | 2481-2485                                                                | 837047-20, 21, 26, 27 & 29      | 12/83                | Ex-CSX 8650-54 y CR 6719-20, 25-6 & 28 |
| SD50-2 (EMD)                     | 2486-2490                                                                | 837047-32, 33, 37, 39 & 40      | 12/83                | Ex-CSX 8655-59 y CR 6731-2, 36, & 38-9 |
| SD50-2 (EMD)                     | 2491-95                                                                  | 837065-27, 28, 30, 34 & 35      | 6/84                 | Ex-CSX 8668-9, 71-2, & 74-6 y CR 6758-60, 63 & 64 |
| SD50-2 (EMD)                     | 2496-2499                                                                | 837065-40, 38, 29 & 12          | 6/84                 | Ex-CSX 8673-74, 70 & 76 y CR 6767-68, 6771 & 6779 |
| SD50-2 (EMD)                     | **Las series 2400 SD50-2 fueron bajados a 3000 hp.                       |                                 |                      | |
| GP38-2 (EMD)                     | (2500-2555)                                                              | --                              | --                   | Ex-SCL 500-555; la N.º 2512 es uno de los pocos GP38-2 intactos; mientras que otros han sido retirados, vendidos, desguazados, convertidos en slug o agrupados como GP38M-2 y reenumerados |
| GP38-2 (EMD)                     | (2560-2599)                                                              | --                              | --                   | Ex-L&N 4050-89; mientras que otros han sido retirados, vendidos, desguazados, convertidos en slug o agrupados como GP38M-2 y reenumerados                                                  |
| GP38-2 (EMD)                     | (2600-2608)                                                              | --                              | --                   | vendidas |
| GP38-2 (EMD)                     | 2609-2621                                                                | 72735-1 a 15                    | 2-3/79               | Ex-SBD 4100-14 y L&N 4100-14 |
| GP38-2 (EMD)                     | 2622-2631                                                                | 72635-1 a 10                    | 3/73                 | Ex-SBD 4115-24 y L&N 4115-24 |
| GP38-2 (EMD)                     | 2632-44, 2646-47                                                         | 73631-1 a 13, 16 , 17           | 8-9/73               | -- |
| GP38-2 (EMD)                     | 2648-2650                                                                | 72731-1 a 3                     | 8-9/73               | -- |
| GP38-2 (EMD)                     | 2651-2655                                                                | 77132-1 a 5                     | 6/78                 | Ex-SBD 6000-04 y Clinchfield 6000-04 |
| GP38-2 (EMD)                     | 2656-2657                                                                | 786205-1 a 2                    | 4/79                 | Ex-SBD 6005-06 y Clinchfield 6005-06 |
| GP38-2 (EMD)                     | 2658-2661                                                                | 786206-1 a 4                    | 4/79                 | Ex-SBD 6007-10 y A&WP 6007-08 & GA 6009-10 |
| GP38-2 (EMD)                     | 2662-2681                                                                | 786204-1 a 20                   | 2-4/79               | Ex-SBD 6011-30 y L&N 6011-30 |
| GP38-2 (EMD)                     | 2682-2695                                                                | 786238-1 a 14                   | 7-8/79               | Ex-SBD 6031-44 y L&N 6031-44 |
| GP38-2 (EMD)                     | 2696                                                                     | 796312-1                        | 8/79                 | Ex-SBD 6045 y Clinchfield 6045 |
| GP38-2 (EMD)                     | 2697-2701                                                                | 796313-1 a 5                    | 8/79                 | Ex-SBD 6046-50 y SCL 6046-50 |
| GP38-2 (EMD)                     | 2702-2705                                                                | 807032-1 a 8                    | 11/80                | Ex-SBD 6051-54 y GArr 6051-52 & SCL 6053-54 |
| GP38-2 (EMD)                     | 2706-2710                                                                | 796381-1 a 5                    | 11/80                | Ex-SBD 6055-59 y SCL 6055-59 |
| GP38-2 (EMD)                     | 2711-2716                                                                | 807032-1 a 8                    | 11/80                | Ex-SBD 6060-65 y SCL 6060-65 |
| GP38-2 (EMD)                     | 2717-2722                                                                | 72627-4, 6, 11, 12, 14 & 16     | 2/73                 | Ex-CR 8043, 45, 50-51, 53 & 55 y PC 8043, 45, 50-51, 53 & 55 |
| GP38-2 (EMD)                     | 2723-2726                                                                | 72627-20, 25, 26 & 29           | 2/73                 | Ex-CR 8059, 64,65 & 68 y PC 8059, 64, 65 & 68 |
| GP38-2 (EMD)                     | 2727-2732                                                                | 72627-33, 35 a 37, 43 & 48      | 2/73                 | Ex-CR 8072, 74-76, 82 & 87 y PC 8072, 74 a 76, 82 & 87 |
| GP38-2 (EMD)                     | 2733-2737                                                                | 72627-52, 54 a 56 & 59          | 2/73                 | Ex-CR 8091, 93-95 & 98 y PC 8091, 93-95 & 98 |
| GP38-2 (EMD)                     | 2738 & 2740-42                                                           | 72627-64 & 68 a 70              | 2/73                 | Ex-CR 8103,& 8107-09 y PC 8103 & 8107-09 |
| GP38-2 (EMD)                     | 2743-2747                                                                | 72627-73, 76-77, 82 & 85        | 2/73                 | Ex-CR 8112, 15, 16, 21 & 24 y PC 8112, 15, 16, 21 & 24 |
| GP38-2 (EMD)                     | 2748-2750                                                                | 72627-91, 94 & 95               | 2/73                 | Ex-CR 8130, 33 & 34 y PC 8130, 33 & 34 |
| GP38-2 (EMD)                     | 2752-2757                                                                | 72627-101, 105 a 107, 109 & 111 | 2/73                 | Ex-CR 8140, 8144-46, 48 & 50 y PC 8140, 8144-46, 48 & 50 |
| GP38-2 (EMD)                     | 2759                                                                     | 73608-9                         | 10/73                | Ex-CR 8192 y PC 8162 |
| GP38-2 (EMD)                     | 2760-2768                                                                | 767077-1, 2, 7 & 12 a 17        | 6/77                 | Ex-CR 8163-64, 69 & 74-79 |
| GP38-2 (EMD)                     | 2769-2772                                                                | 777125-3 & 8 a 10               | 5/78                 | Ex-CR 8183 y 8188-90 |
| GP38-2 (EMD)                     | 2773-2779                                                                | 777125-14, 15 & 17 a 21         | 6/78                 | Ex-CR 8194, 8195 & 8197-8201 |
| GP38-2 (EMD)                     | 2780-2790                                                                | 777126-3 ... 21                 | 7-8/78               | Ex-Conrail 8204-06, 10, 15-20 & 22 |
| GP38-2 (EMD)                     | 2791-2803                                                                | 78147-1 ... 28                  | 9/78                 | Ex-Conrail 8224-26, 28, 34, 36-8, 41, 46 & 49-51 |
| GP38-2 (EMD)                     | 2804-2814                                                                | 78192-5 & 6 ... 25              | 6/79                 | Ex-Conrail 8260-61, 65-6, 68, 73-5 & 78-80 |

## Incidentes
Estos son algunos de los incidentes en la operatoria del ferrocarril CSX a lo largo de su historia.
- 1986 Descarrilamiento de tren en Miamisburg
- 2001 Fuego en el túnel de la calle Howard
- El incidente de la locomotora CSX 8888 en el año 2001, que luego sirvió de inspiración en la película Imparable en el año 2010.
- 2012 Descarrilo de tren en Ellicot City, murieron 2 personas.
- 2014 Descarrilamiento de vagones en un tren de combustible en la ciudad de Lynchburg, Virginia. No hubo víctimas.
- 2015 Descarrilo de tren en Mount Carbon
- 2015 Descarrilamiento de tren en Tennessee

## Patios de maniobra

### Patios de joroba
Los patios de joroba, los trenes se emujan lentamente sobre una pequeña colina construida artificialmente. Los vagones que son empujados por una locomotora, al llegar a la colina, el operador desengancha los vagones y luego inician la recorrida hacia la pendiente hacia abajo. Los desvíos son operados a distancia por una central donde se encuentran los operadores de patio, para luego acomodar los vagones en los desvíos correspondientes. Básicamente eso es un Patio de Clasificación.
- Atlanta, Georgia - Patio Tilford
- Avon, Indiana - Patio Avon
- Birmingham, Alabama - Patio Boyles
- Buffalo, Nueva York - Patio Frontier (patio de joroba actualmente cerrado)
- Cincinnati, Ohio - patio Queensgate
- Cumberland, Maryland - Subdivisión de la Terminal Cumberland, patios y talleres en Cumberland West (Patio de joroba Este actualmente cerrado)
- Hamlet, Carolina del Norte - Hamlet Yard
- Louisville, Kentucky - Patio Osborn (para Prime Osborn) expresidente de CSX)
- Nashville, Tennessee - Patio de Radnor
- Selkirk, Nueva York - Patio Yelkirk
- Walbridge, Ohio - Patio Stanley
- Waycross, Georgia - Patio Arroz
- Willard, Ohio - Patio Willard (Doble joroba, Eastbound y Westbound)

La CSX también opera numerosos trenes desde el Patio Oak Island, Nueva Jersey, que es operado por Conrail Shared Assets Operations (CRCX) y también para la Norfolk Southern Railroad. La CSX opera dos pares de trenes diarios desde Oak Yard, la Q433 y Q434 desde y hacia Yelkirk, junto con los trenes denominados Q300 y Q301 hacia y desde el sur de Philadelphia.

### Patios planos
Los patios planos que son los patios tradicionales, son los que se emplean locomotoras para empujar los vagones y acoplarlos según el devío que se le asigne. A diferencia de los patios de joroba o de gravedad en que los vagones se mueven solo por la gravedad al caer desde una colina luego de haberse desacoplado, estos se acoplan los vagones empleando la locomotora.
- Baltimore, Maryland - Patio bahía de Curtis, Patio Seawall, patio Davidson, patio Locust Point, Patio Bayview, patio Penn-Mary, Patio Mt. Clare "A", Patio Mt. Winans, patio los grays
- Hagerstown, Maryland - Terminal de Hagerstown
- Riverdale, Illinois - Patio Barr
- Dearborn, Míchigan - atio Rougemere
- Flint, Míchigan - Patio McGrew
- Grand Rapids, Míchigan - Patio Wyoming
- Holland, Míchigan - Patio Waverly
- Lansing, Míchigan - Patio Ensel
- New Buffalo, Míchigan - Nuevo patio en búfalo
- Garrett, Indiana - Patio Garrett
- Evansville, Indiana - Patio Howell
- Russell, Kentucky - Patio Russell
- Loyall, Kentucky - Patio Loyall
- Hopkinsville, Kentucky - Patio Casky
- Bronx, Nueva York - Patio Oak Point
- Watertown, Nueva York - Patio Massey
- East Syracuse, Nueva York - Patio DeWitt
- Rochester, Nueva York - Patio Goodman Street
- North Bergen, Nueva Jersey - Patio North Bergen
- North Haven, Connecticut - Patio Cedar Hill
- Framingham, Massachusetts - Patio Nevins
- Wilmington, Delaware -Patio Wilsmere
- Richmond, Virginia - Patio Acca y patio Fulton
- Clifton Forge, Virginia - Terminal de Clifton Forge
- Charlotte, Carolina del Norte - Patio Pinoca
- Charleston, Carolina del Sur - Patio Bennett
- Chattanooga, Tennessee - Patio Cravens
- Greenwood, Carolina del Sur - Patio Maxwell
- Columbia, Carolina del Sur - Patio Cayce
- Savannah, Georgia - Patio Sur
- Columbus, Ohio - Patio Parsons
- Dayton, Ohio - patio Needmore
- Middletown, Ohio - Patio north Excello
- Hamilton, Ohio - Patio New River
- Toledo, Ohio - Patio de Walbridge
- Akron, Ohio - Patio Akron "Hill"
- Lordstown, Ohio - Patio Goodman (Lordstown)
- Cleveland, Ohio - Patio Collinwood y patio Clark Ave.
- Connellsville, Pensilvania - Patio Connellsvillle
- New Castle, Pensilvania - Patio New Castle
- Langhorne, Pensilvania - Patio Woodbourne
- Baldwin, Florida - Patio Baldwin
- Jacksonville, Florida - patio Moncrief, patio Duval, patio Busch y patio exportación
- Tampa, Florida - Patio Yeoman, Patio Rockport
- Lakeland, Florida - Patio Winston (Ahora cerrado)
- Mulberry, Florida - Patio Mulberry
- Orlando, Florida - Patio Taft
- Wildwood, Florida - Patio Wildwood
- Hialeah, Florida - Patio Hialeah
- Washington D. C. - patio de Benning
- Kearny, Nueva Jersey - Patio South Kearny
- Croton, Nueva York - Patio Croton West
- Rocky Mount, Carolina del Norte - Patio Rocky Mount
- East St. Louis, Illinois - Patio Roselake

### Patios intermodales
Esta es una lista no completa de los patios intermodales operados por CSX Intermodal Inc.
- Terminal Marítimo de Port Newark-Elizabeth - Incluye dos instalaciones operadas por ExpressRail
- Little Ferry, Nueva Jersey - Patio Little Ferry
- Kearny, Nueva Jersey - Patio South Kearny
- East Syracuse, Nueva York - Patio DeWitt
- Bedford Park, Illinois - Patio Bedford Park
- North Baltimore, Ohio - Terminal Intermodal del Noroeste de Ohio
- Atlanta, Georgia - Hulsey Yard
- Fairburn, Georgia - Terminal de Fairburn
- Hilliard, Ohio - Columbus Van Yard
- Salaberry-de-Valleyfield, Quebec, Canadá - Terminal de Valleyfield
- Worcester, Massachusetts - Terminal de Worcester
- De Witt Yard, Syracuse, Nueva York
- Nashville, Tennessee - Nashville (Radnor)
- Baltimore, Maryland - Puerto de Baltimore
- Cincinnati, Ohio
- Cleveland, Ohio
- Mobile, Alabama
- Winter Haven, Florida
- Jacksonville, Florida
- Tampa, Florida
- Savannah, Georgia
- Chicago, Illinois - calle 59
- Indianápolis, Indiana
- Evansville, Indiana - patio Howell
- Nueva Orleáns, Luisiana - patio de Gentilly